# فيض حميد
اللفتنانت جنرال فيض حميد هو جنرال باكستاني متقاعد برتبة فريق (ثلاث نجوم)، ويخضع حاليًا لمحاكمة عسكرية. كان فيض يشغل منصب أعلى مسؤول استخباراتي في البلاد، حيث تولى منصب المدير العام التاسع والعشرين لوكالة الاستخبارات الباكستانية (ISI) من عام 2019 حتى عام 2022. تخرج من كلية الضباط وانضم إلى فوج بلوش، وخدم كقائد للفرقة السادسة عشرة مشاة في پنو عاقل. وكانت آخر مناصبه قائد الفيلق الحادي والثلاثين (XXXI Corps)، قبل أن يتقاعد تقاعدًا مبكرًا في 10 ديسمبر 2022.